# 水瀬あいみ
水瀬 あいみ（みなせ あいみ、1990年8月9日 - ）は、愛知県出身の女性ファッションモデル、タレントである。元プラチナム・パスポート所属。
2008年「神戸コレクション」モデルオーディションファイナリスト。

## 出演

### テレビ
- 「ハチワンダイバー」（2008年・フジテレビ） - 鬼将会手下役
- 「ハッピーミックス」（2008年8月2日・日本テレビ）

### 舞台
- 東京俳優市場「30minutes」（2008年11月・南青山MANDARA）